# Olympische Sommerspiele 1968/Teilnehmer (Monaco)
| Gelbes Symbol für Goldmedaillen mit stilisierten Olympischen Ringen | Graues Symbol für Silbermedaillen mit stilisierten Olympischen Ringen | Braundes Symbol für Bronzemedaillen mit stilisierten Olympischen Ringen |
| ------------------------------------------------------------------- | --------------------------------------------------------------------- | ----------------------------------------------------------------------- |
| —                                                                   | —                                                                     | —                                                                       |

Monaco nahm an den Olympischen Sommerspielen 1968 in Mexiko-Stadt, Mexiko, mit einer Delegation von 2 Sportlern teil.

## Teilnehmer nach Sportarten

### Schießen
- Joe Barral
Kleinkaliber liegend: 83. Platz

- Gilbert Scorsoglio
Kleinkaliber liegend: 85. Platz